# Beauty and the Beast
Beauty and the Beast – singel wykonany przez Céline Dion i Peabo Bryson w 1991 roku. Singel został zawarty w filmie Piękna i Bestia z 1991 roku.

## Lista utworów
- Vinyl, 7", CD Singel, 45 RPM (1991)[2]

A. „Beauty And The Beast” – 3:57
B. „The Beast Lets Belle Go” (Instrumental) – 2:29

## Notowania na listach przebojów
| Kraj              | Lista (1991)                        | Najwyższa pozycja | Certyfikacja |
| ----------------- | ----------------------------------- | ----------------- | ------------ |
| Kanada            | RPM Adult Contemporary              | 1                 |              |
| Kanada            | Record Retail Singles Chart         | 2                 |              |
| Stany Zjednoczone | Hot Adult Contemporary Recurrents   | 3                 |              |
| Nowa Zelandia     | Top 40 Singles                      | 8                 |              |
| Stany Zjednoczone | Billboard Hot 100                   | 9                 | złoto        |
| Wielka Brytania   | Singles Top 100                     | 9                 |              |
| Australia         | Top 50 Singles                      | 17                |              |
| Holandia          | Top 40                              | 18                |              |
| Holandia          | Single Top 100                      | 20                |              |
| Kanada            | Record Contemporary Hit Radio Chart | 21                |              |
| Kanada            | RPM Top Singles                     | 23                |              |
| Japonia           | Oricon                              | 67                | platyna      |